# 동북군
동북군 (중국어 정체자: 東北軍) 또는 동북변방군(중국어 정체자: 東北邊防軍)은 1911년부터 1937년까지 존재했던 중국 육군이다. 군벌 시대 동안 장쭤린 장군이 독립적인 전투 부대로 발전시켰다. 그는 이 군대를 이용해 중국 동북부 (만주)를 통제하고 국가 정치에 개입했다. 1920년대 중반 동북군은 중국에서 지배적인 군사력이었지만, 1928년 북벌 중 중국국민당의 국민혁명군에게 패배했다. 그 전역이 끝날 무렵, 장쭤린은 암살되었고 그의 아들 장쉐량이 뒤를 이었다. 장쉐량이 나중에 국민당에 충성을 맹세했을 때, 동북군은 국민혁명군의 일부가 되었고 공식적으로 "동북변방군"으로 개명되었다.
비록 공식적으로 국민혁명군의 일부였지만, 동북군은 사실상 장쉐량의 개인 군대로 남아 있었다. 장쉐량은 난징 10년의 격동적인 초기 몇 년 동안 군대를 이용해 상당한 정치적 영향력을 행사했다. 일본군은 1931년 만주를 침공했고 동북군은 화북으로 퇴각할 수밖에 없었다. 군대가 더 이상의 일본 영토 병합을 막지 못하자 장쉐량은 일시적으로 지휘에서 해임되었다. 1935년, 군대는 중국공산당 기지를 포위하기 위해 간쑤성-닝샤 후이족 자치구 국경 지역으로 재배치되었다. 장쉐량과 그의 병사들은 만주가 점령된 동안 동포인 중국인과 싸우는 것을 불쾌하게 여겼다. 그들은 중국공산당과 비밀리에 휴전을 협상하고 장제스에게 일본에 대한 통일 전선을 지지하도록 설득하기를 희망했다. 장제스가 거부하자 동북군은 그를 납치하여 공산주의자들과 협상하도록 강요했다. 장제스는 결국 내전을 끝내고 일본에 대항하여 공산주의자들과 협력하기로 동의했지만, 장쉐량은 가택 연금되었고 동북군은 분할되어 다른 지휘부에 재배치되었다.

## 용어
군벌 시대 동안 군대의 반공식적인 성격 때문에 동북군은 역사상 다양한 시점에서 여러 이름으로 알려졌다. 장쭤린의 첫 번째 중요한 군사 부대인 제27사단은 펑톈성에 주둔했기 때문에 "봉천군"(중국어 간체자: 奉系军, 정체자: 奉系軍, 병음: Fèng xì jūn)이라고 불렸다. 그가 다른 동북성에 주둔한 더 많은 사단을 지휘하게 되면서, "봉천군"은 펑톈에 주둔한 군대만을 지칭하는 데 계속 사용되었지만, 장쭤린의 모든 군대를 지칭하는 제유이기도 했다. 당시 관찰자들조차 이것이 부정확하다는 것을 알아차렸다.
허주궈 장군이 지적했듯이, "봉천군"(봉군)은 장쭤린과 그의 참모진에 의해 중앙에서 통제되었기 때문에 "동북군"(둥베이군)으로 명명되어야 했다. 봉천군이라고 불린 것은 사람들이 봉천군이라고 부르는 데 익숙했기 때문이었다.
그럼에도 불구하고 많은 현대 학자들은 1928년 이전 기간에 "봉천군"과 "동북군"을 상호 교환적으로 사용한다. 1928년 이후, 군대는 국민혁명군에 통합되어 "동북변방군"(중국어 간체자: 东北边防军, 정체자: 東北邊防軍, 병음: Dōngběi bian fáng jūn; 난징 10년 초기 참조)으로 개명되었다. 그 시점부터 영어 자료에서는 거의 예외 없이 "Northeastern Army"의 변형을 사용한다.

## 역사

### 배경
동북군은 20세기 초 만주에서 장쭤린이 조직한 홍후즈 세력에 뿌리를 두고 있다. 당시 만주의 빈곤은 많은 젊은이들(홍후즈, 즉 홍수염이라 불림)이 자신과 가족을 먹여 살리기 위해 도적질에 의존하게 만들었다. 쇠퇴하는 청나라는 평화를 유지할 자원이 부족했고, 러시아 제국과 일본 제국의 제국주의에 의해 주권이 위협받고 있었다. 청나라 군인들은 사소한 폭정으로 악명 높았고 종종 도적들보다 인기가 없었다. 지방 당국은 성공적인 도적들을 회유하기도 했다. 1903년, 장쭤린과 그의 수백 명의 추종자들은 신민의 공식 수비대가 되었다. 그럼에도 불구하고 그들은 국가보다 지휘관에게 더 충성했고, 러일 전쟁이 일시적으로 지역 청나라 권위의 모든 모습을 파괴했을 때, 그들은 양측을 위해 용병으로 싸웠다.

### 봉천군의 설립
1911년 10월 말, 청나라는 위안스카이를 은퇴에서 불러들여 발전하는 신해혁명에 대항하여 신군을 지휘하도록 했다. 위안스카이는 만주에서 신군 사단을 철수시켜 장쭤린의 국경 순찰 대대를 이 지역의 몇 안 되는 군사력 중 하나로 남겼다. 개혁파 의회는 청나라로부터의 독립을 선언하겠다고 위협하고 있었기 때문에 동삼성 총독 자오얼쉰은 장쭤린에게 선양으로 진격하여 의회를 진압하는 것을 돕도록 요청했다. 장쭤린은 그렇게 했고, 쑨원의 광둥성에 있는 라이벌 정부를 지지하는 민족주의자들을 피의 숙청을 단행했다. 그의 노력에 대한 감사의 표시로, 위안스카이는 국경 순찰 대대를 북양군 제27사단으로 재편성하고 확장했으며, 장쭤린을 그 사령관으로 임명했다. 6월, 장쭤린은 중장으로 진급했다. 그는 또한 군무부 부부장으로 임명되었지만, 그의 명목상 상관이 지역 권력 기반이 없었기 때문에 장쭤린은 사실상 펑톈의 모든 군대를 총괄했다. 장쭤린은 실패한 장훈복벽에 반대하여 위안스카이를 지지했고, 그 보상으로 제28사단과 제29사단을 그의 군대에 추가할 수 있었다. 이 시점에서 장쭤린의 작은 대대는 5만에서 7만 명 사이의 병력으로 성장했다. 장쭤린을 지지하는 지역 엘리트들은 점차 "봉계군벌"로 알려지게 된 집단으로 통합되었다. 장쭤린이 1915년에 총독이 된 후, 봉계군벌은 곧 만주 전체를 장악했다.

### 초기 군벌 시대

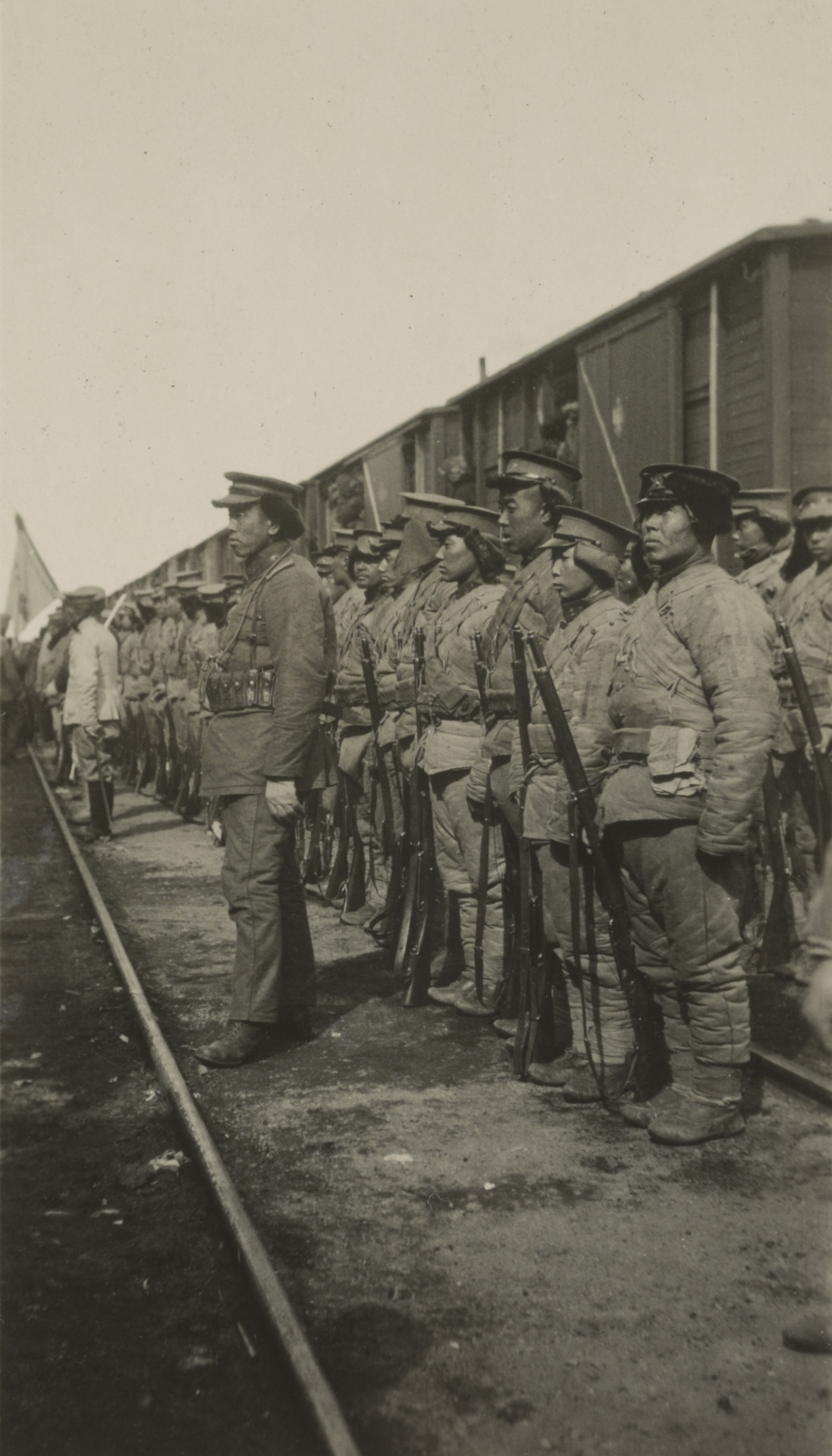
1917년 봉천군

위안스카이의 죽음은 베이징에 권력 공백을 남겼다. 장쭤린과 봉천 군벌은 북양 정부의 통제권을 놓고 벌어진 첫 번째 파벌 투쟁에서 행정원장 돤치루이와 손을 잡았다. 감사하게도 돤치루이는 장쭤린이 다른 군대에 할당된 일본군 군수품 1,700만 엔어치를 압수하도록 허용했다.  1918년 장쭤린은 봉천군 파견대를 보내 북양 정부가 중국 남부에서 쑨원의 호법 운동을 진압하는 것을 도왔다. 그들은 1918년 봄에 일부 초기 성공을 거두었지만, 여름에는 전투가 교착 상태에 빠졌다. 나머지 봉천군은 더 성공적이었다. 그들은 러시아 내전에 대한 연합군의 개입을 지원하는 데 필요한 만주 철도의 통제권을 연합국에게 확보했다(중국은 1917년에 연합국 측에 가담하여 제1차 세계 대전에 참전했다). 이를 위해 장쭤린은 1919년에 정규군 대장으로 진급했다.

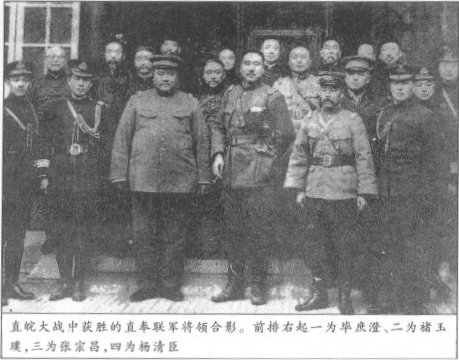
직환전쟁의 승자인 직계와 봉천군 지휘관들의 단체 사진

그러나 1920년경 장쭤린은 돤치루이의 증대하는 권력을 경계하기 시작했다. 따라서 그는 그 해 직환전쟁에서 돤치루이의 경쟁자인 차오쿤 편을 들었다. 비록 봉천군은 전쟁의 결과가 명확해진 후에야 전투에 참여했지만, 전쟁 후 매우 강력한 위치에 올랐다. 그들은 고품질 장비를 획득하고 새로운 사단과 4개의 새로운 여단을 추가했으며, 산해관 남쪽에 3만 명의 수비대를 주둔시켜 베이징 정부에 영향력을 행사할 수 있는 위치를 확보했다.
그럼에도 불구하고 1922년 장쭤린은 다시 한번 베이징을 통치하는 직계군벌의 차오쿤에게 권력 균형이 기울기 시작했다고 우려했다. 그는 자신의 전략적 위치를 강화하기 위해 옛 동맹에 대항하여 전쟁을 시작했다. 4월, 봉천군은 허베이성을 점령할 의도로 산해관을 통과하여 진격했다. 장징후이가 전반적인 지휘를 맡았고, 쭤펀이 우익을 담당했다. 당시 군대의 규모에 대해서는 자료마다 큰 차이를 보인다. 맥코맥은 7만~8만 명으로 추정하는 반면, 통은 최대 12만 명까지 보았다. 우페이푸 장군 휘하의 상대 병력은 대략 비슷하거나 약간 적었다. 어느 쪽 군대가 더 잘 무장했는지에 대해서도 자료마다 의견이 다르다. 양군은 허베이의 전략적 철도망 통제권을 놓고 충돌했다. 봉천군은 우익이 무너지면서 패배했는데, 이는 좋지 않은 지휘 때문이거나 봉천군 지휘관들이 직계군벌과 비밀 협정을 맺었을 가능성도 있다. 봉천군은 포병과 일부 기관총을 많이 사용했지만, 훈련 부족과 현대 무기 경험 부족으로 실질적인 효과는 거의 없었다. 패배한 군대는 만주로 퇴각할 수밖에 없었다. 제1사단과 제16사단은 거의 완전히 파괴되었고, 제28사단은 한 개 여단만 퇴각에서 살아남았다. 여러 혼성 여단도 뿔뿔이 흩어졌다. 장쭤린의 많은 장교들은 그의 도적 시절부터 함께했던 이들로, 패배로 인해 신뢰를 잃었다.

### 군사 개혁과 제2차 직봉전쟁

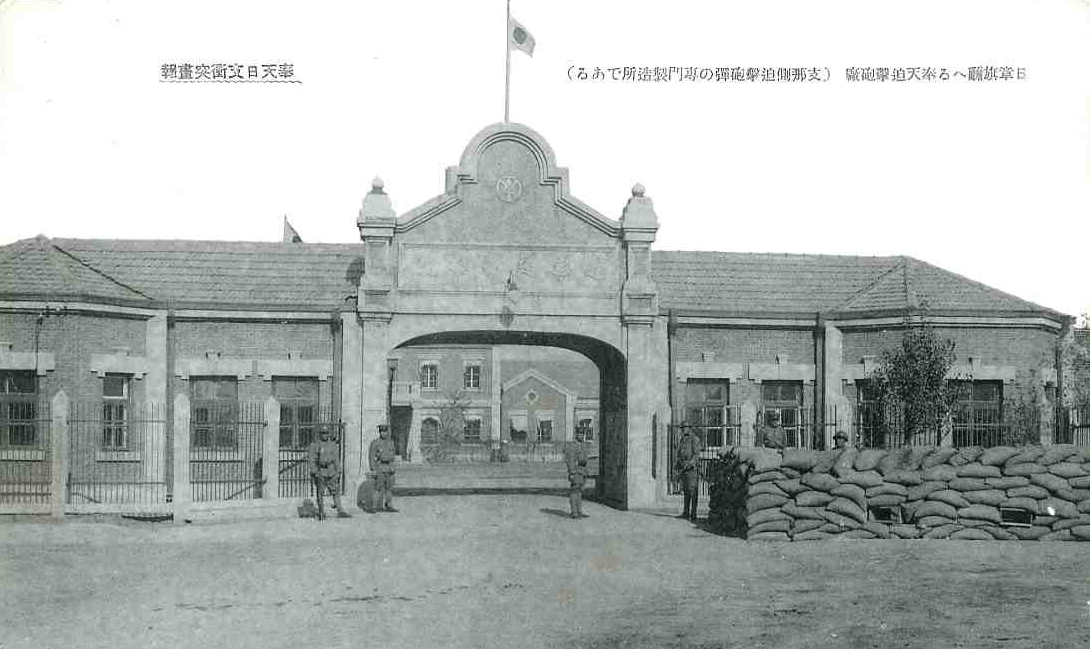
선양 (즉, 묵던)의 박격포 공장은 주요 병기창 근처에 위치했으며, 1920년대 중국에서 최첨단 시설이었다. 이 시설은 영국군 참전 용사인 프랜시스 서튼이 개발한 스토크스 박격포의 개량형을 생산했다.

봉천군 역사에서 가장 중요한 시기 중 하나는 제1차 직봉전쟁과 제2차 직봉전쟁 사이의 2년이었다. 장쭤린과 그의 참모들은 직계와 싸우기 위해서는 군대에 대대적인 재편성과 재무장이 필요하다는 교훈을 얻었다. 그의 옛 동료들 중 많은 수가 무능하거나 불충성 혐의로 지휘부에서 숙청되었다. 장쭤린은 외국 무기를 구매하고 묵던 병기창에서 국내 생산을 발전시키는 데 수백만 달러를 쏟아부었다(장비 참조). 소규모 해군과 공군에도 자금이 투입되었다. 이러한 개혁의 효과는 혼합적이었다. 전반적으로 봉천군은 1924년에 1922년보다 훨씬 더 잘 무장하고 지휘되었다. 그러나 장쭝창과 같은 부패하고 독재적인 장교들이 높은 직책에 남아 있었고, 참모 대학 출신의 신임 장교들과 장쭤린의 도적 시절부터 함께했던 옛 장교들 사이에 긴장이 조성되었다.
우페이푸와의 결정적인 대결은 1924년 말에 벌어졌다. 장쭤린은 저장성에 본거지를 둔 환계군벌과 광둥성에 본거지를 둔 중국국민당과의 삼각 동맹을 확보하는 데 성공했다. 봉천군은 장쭤린의 총지휘 아래 총 17만에서 25만 명에 달하는 6개 군단으로 편성되었다. 제2군단(리징린 지휘)과 제6군단(쉬랑저우)은 잠재적인 측면 공격을 막기 위해 차오양 북쪽으로 이동했고, 그들은 준비되지 않은 직계 수비대를 기습할 수 있었다. 그들의 우수한 소총과 수류탄은 펑위샹의 직계 제3군단이 도착할 무렵 러허성의 전략적으로 중요한 고개 통제권을 확보하는 데 도움이 되었다. 더 남쪽에서는 봉천군이 처음에는 운이 없었다. 제1군단(장덩쒸안)과 제3군단(장쉐량)은 적군에 의해 점령되기 전에 산해관을 점령하는 데 실패했다(나중에 제4군단과 제5군단이 합류했다). 궈쑹링이 이끄는 정면 공격은 실패했다. 그러나 차오양의 승리로 자유로워진 봉천군 병력이 남하하여 직계의 측면을 공격했다. 장덩쒸안과 그의 부지휘관 한린춘이 이끄는 지우먼커우(Jiumenkou)에서의 추가 돌파(다시 한번 우수한 무기 지원을 받음)는 직계가 산해관에서 퇴각하도록 강요했고, 우페이푸의 개인적인 존재만이 마침내 전선을 안정시켰다. 펑위샹은 그의 군대를 베이징으로 다시 진격시켜 10월 20일 베이징 쿠데타로 수도를 장악했다. 비록 그 자체로는 반드시 치명적인 것은 아니었지만, 옌시산이 그의 영토를 통과하는 북쪽 철도선을 점령하는 것을 직계 지원군이 막으면서 그렇게 되었다. 일본군은 우페이푸가 분리된 선 주변에서 지원군을 태우는 것을 막기 위해 개입했고, 우페이푸의 지위는 빠르게 붕괴되었다.
불안정한 정치 상황으로 인해 봉천군은 다음 해 동안 간헐적으로 활동해야 했다. 장쭤린, 펑위샹, 돤치루이, 루융샹 사이에 톈진에서 11월 11일부터 16일까지 열린 회의는 봉천군의 동북부 통제권을 확인하고 돤치루이 휘하의 새로운 중앙 정부를 수립했다. 칸짜오시 여단장은 진급하여 러허성을, 리징린은 직례성에 배치되었다. 그러나 중국 중남부의 성들은 장쭤린과 펑위샹의 직접적인 군사 통제 밖에 있었고, 그들의 권위에 완전히 복종하지는 않았지만, 공개적으로 저항하는 것을 주저했다. 1924년 12월부터 1925년 1월 말까지 장쭝창은 봉천 외국인 용병대의 백계 러시아인을 포함한 파견대를 이끌고 장쑤성과 상하이에서 반란을 일으킨 치셰위안을 진압해야 했다. 봉천군은 승리했지만, "그들의 투쟁은 군사 상황을 명확히 하지 않았고 오히려 더욱 복잡하게 만들었다." 봉천군의 확장을 완료하는 데 5개월이 더 걸렸다. 4월에는 장쭝창이 산둥성을 장악했고, 8월에는 양위팅이 장쑤성을, 장덩쒸안이 안후이성을 차지했다. 이것은 봉천군의 통제권이 크게 확장된 것을 의미했지만, 동시에 봉천군이 독립된 세력으로 분열되기 시작했음을 나타냈다. 장쭝창의 산둥군과 리징린의 직례군은 선양에서 너무 멀리 떨어져 직접적인 감독을 받을 수 없었고, 점차 독립적인 세력이 되었다.

### 반봉전쟁

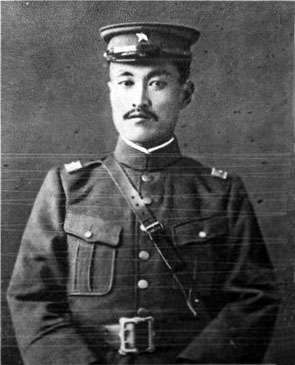
1925년 장쭤린에 대항하여 반란을 일으킨 동북군 장교 궈쑹링

단일 지배 세력의 부재는 대규모 분쟁의 재개를 피할 수 없게 만들었다. 10월, 우페이푸는 후베이성의 군사 총독으로 다시 등장하여 국가 지도자로 복귀하기로 결심했다. 같은 달, 저장성의 독립 군사 총독 쑨촨팡은 장쑤성과 안후이성을 침공했다. 그는 양위팅과 장덩쒸안을 빠르게 물리치고 산둥성에서 장쭝창과 싸우기 시작했다. 봉천군의 어려움에 더해, 전리품의 분배는 지휘부 내의 기존 긴장을 악화시켰다. 개혁파 바오딩 파벌의 지도자였던 궈쑹링은 승진에서 누락된 것에 좌절했다. 그의 파벌 중 오직 리징린 한 명만이 군사 총독직을 얻었다. 장쭤린과 칸짜오시는 "늙은" 사람들이었고, 양위팅과 장덩쒸안은 새로운 인물이었지만 도쿄 유학파였다. 궈쑹링은 장쭤린을 장쉐량으로 교체하기를 원했는데, 장쉐량은 동북 3성 군사 학원에서 궈쑹링의 학생이었고 궈쑹링을 친구이자 멘토로 존경했다. 리징린과 펑위샹의 묵시적 지원을 받았을 가능성이 가장 높은 궈쑹링은 11월 22일 반란을 일으켰다. 그는 봉천군 정예 병력 7만 명을 지휘했고 산해관을 점령하여 선양의 장쭤린과 그의 나머지 군대를 분리했다. 궈쑹링은 선양을 포위하기 위해 북쪽으로 진격했고, 도중에 장덩쒸안과 30명 이상의 봉천군 지휘관들을 투옥했다. 궈쑹링의 주요 경쟁자 중 한 명인 장덩쒸안은 총살당했다. 펑위샹은 11월 27일 전쟁에 합류했다. 그러나 장쭝창은 장쭤린에게 충성을 유지했고, 리징린은 궈쑹링을 지지하는 것을 철회하여 서북군과 싸웠고, 궈쑹링은 선양을 점령하는 데 필요한 병력이나 보급품을 얻지 못했다. 일본군의 도움으로 장쭤린은 궈쑹링의 사기가 꺾인 병력을 물리치고 1925년 말까지 만주 통제권을 되찾을 수 있었다. 궈쑹링의 반란은 장쭤린에게 가장 유능한 지휘관들(궈쑹링과 장덩쒸안 등)을 잃게 했을 뿐만 아니라, 장쭤린의 즉각적인 운명에 다른 장교들의 충성심이 얼마나 의존적인지를 보여주었다. 특히 리징린과 장쭝창은 선양에서 멀리 떨어져 사실상 독립적이었다.
궈쑹링의 반란 동안, 서북군은 제2군단의 끈질긴 저항에도 불구하고 리징린을 직례성에서, 칸짜오시를 러허에서 몰아냈다. 이제 궈쑹링이 패배했으므로, 봉천군은 영토를 탈환하기 시작했다. 그들은 홍창회와 동맹을 맺은 군대를 이끌고 있던 우페이푸와 동맹을 맺었다. 총공세로 서북군은 3월에 베이징에서 퇴각할 수밖에 없었지만, 군대는 온전했다. 봉천군은 병참 능력과 현대 전술 숙련도를 크게 과시하며 집중적인 중포병을 사용하여 난코우의 다음 서북군 방어선을 돌파했다. 그럼에도 불구하고 펑위샹의 군대는 북벌이 군사적 계산을 바꾸기 시작할 때까지 대부분 북서부의 험난한 지형으로 퇴각할 수 있었다.

### 북벌과 장쭤린의 죽음

북벌의 경로

우페이푸가 봉천군과 함께 서북군에 맞서 싸우는 동안, 중국국민당은 이 상황을 이용하여 북벌을 시작했다. 그들은 먼저 우페이푸를 목표로 삼았고, 미하일 보로딘과 바실리 블류헤르의 조언을 받아 국민당 총사령관 장제스는 일련의 빠른 승리를 거두었다. 국민당의 진격에 놀란 (장쭤린은 중국 내 공산주의 영향력의 증가로 인식되는 것에 점점 더 우려하고 있었다) 봉천군벌은 우페이푸에게 지지를 제안했지만 거절당했다. 우페이푸는 북방 군벌들이 그의 병력을 자신의 영토에 진입시키면 그의 지위를 약화시킬까봐 두려워했다. 9월 2일까지 국민혁명군은 무창을 거의 포위했다. 우페이푸와 그의 군대 대부분은 허난성으로 북쪽으로 도망갔지만, 성벽 도시에 남아있는 그의 군대는 한 달 이상 버텼다. 그러나 국민혁명군에 대한 그의 실패는 그의 권력과 명성을 무너뜨렸다. 그의 군대 중 남아있는 것은 다음 달에 해체될 것이었다. 11월, 장쭤린은 남아있는 보수 군벌들—옌시산, 쑨촨팡, 장쭝창, 추위푸—의 회의를 소집하여 통일된 안국군 창설을 선언했으며, 그는 그 총사령관이 되었다. 쑨촨팡과 장쭝창은 새로운 군대의 부사령관으로 임명되었고, 본부는 푸커우-난징 지역에 설치되었다. 총 안국군은 50만 명의 병력을 보유했으며, 그 중 10만 명은 봉천군이었다(당시 실질적으로 별개의 지휘부였던 직례성 및 산둥성에 주둔한 부분을 제외). 1927년 초, 안국군 병력은 허난성과 장쑤성에서 국민혁명군과 교전했다.

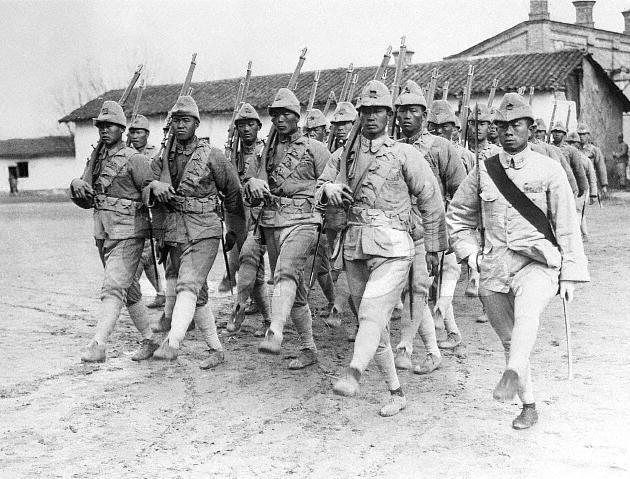
장쭝창 휘하 병력, 1927년

일부 전장에서 승리에도 불구하고, 안국군은 계속해서 큰 차질을 겪었다. 일본군은 만주에서의 경제적 야심에 대한 그의 묵인을 얻기 위해 과거 여러 중요한 시점에서 장쭤린을 지원했지만, 장쭤린의 증가하는 권력은 그가 일본의 지원에 의존하지 않게 만들었다. 일본 외교관들은 중국국민당이 승리하고 장쭤린을 만주로 돌려보내는 것이 장쭤린이 중국을 개인적으로 통제하는 것보다 낫다고 결론지었다. 1927년 5월, 일본군 대령 도이하라 겐지는 옌시산에게 국민혁명군과 안국군 사이에 평화를 확립하고 "화북을 장악"하도록 요청했다. 일본의 지원을 확신한 옌시산은 중국국민당으로 전향했다. 이는 단기적으로 안국군이 허난성을 국민혁명군에 포기하도록 강요하는 효과를 가져왔다. 영국은 국민당에 대해 낙관적이지 않았지만, 광저우-홍콩 파업의 경제적 압력으로 인해 그들을 달래기 위한 노력을 기울일 수밖에 없었다. 다른 양보 외에도, 그들은 장쭤린의 재정 지원 요청에 냉담했다. 장제스의 공산주의자 숙청 이후 장쭤린에게 상황이 나아지기 시작했고, 난징은 중국 분할을 위해 난징과 협상에 들어갔다. 봉천군은 5월 우한 정부군의 서투른 공세에 10만 명의 사상자를 입혔다. 그러나 협상은 궁극적으로 아무런 진전도 없었고, 봉천군은 주어진 휴식 시간 동안 서북군을 완전히 섬멸할 수 없었다. 8월, 쑨촨팡은 장쑤성으로 공세를 시작하여 쉬저우시를 점령하고 일시적으로 국민혁명군을 수세에 몰아넣었지만, 그 달 말에는 퇴각 중이었고 9월에는 5만 명의 병력을 잃었다. 마찬가지로, 봉천군은 옌시산에 대해 일부 초기 성공을 거두었지만, 10월에는 옌시산이 베이징-수이위안 철도를 따라 자체 공세를 시작했다. 재결합한 국민혁명군의 대규모 공세는 11월에 시작되어, 쑨촨팡의 남은 전과를 되돌리고 산둥성까지 진격했다. 항공 지원과 6만 명의 병력 형태의 봉천군 증원군에도 불구하고, 쑨촨팡과 장쭝창의 연합군은 국민당의 진격을 막을 수 없었다. 쑨촨팡의 롱하이 철도 전선은 이어서 붕괴되었고, 안국군은 산둥성으로 퇴각하여 참호를 파야 했다.
심각하게 약화된 안국군은 1928년 내내 계속 밀려났다. 장제스, 펑위샹, 옌시산, 리쭝런의 연합군이 남쪽에서 안국군을 포위했고, 옌시산의 군대는 서쪽에서 안국군을 측면 공격했다. 안국군은 허난성을 재탈환할 계획이었지만, 그렇게 할 수 있는 상황이 아니었다. 4월 중순, 옌시산은 봉천군에 대한 공세를 시작하여 그들을 숴저우에서 몰아냈다. 산시성과 베이징을 연결하는 철도를 따라 거의 100만 명의 병사들이 전투에 참여했다. 철도와 열차 포병을 무력화하기 위해 옌시산과 펑위샹은 주요 철도 허브인 스자좡시를 공동으로 포위하여 5월 9일에 함락시켰다. 옌시산은 5월 25일에 장자커우를 점령했다. 펑위샹의 군대는 베이징-한커우 철도를 따라 이동하며 안국군이 방어를 분할하도록 강요했다. 4월, 산둥 전선이 붕괴되면서 장쭝창이 완전히 패배했다. 국민혁명군이 베이징에 도달하자, 장쭤린은 20만 명의 병력을 남부 전선에 배치하여 방어하도록 지시했다. 비록 이것이 펑위샹을 딩저우로 밀어내는 데 성공했지만, 서북군은 동부 전선에서 승리했고 즉시 안국군 통신을 끊기 위해 움직였다. 일본군은 장쭤린이 국민혁명군이 만주를 무방비 상태로 침공할 수 없도록 남은 병력을 보존하기를 간절히 원했기 때문에, 장쭤린이 전투에서 패배한다면 퇴각을 막을 것이라고 위협했다. 그 결과, 장쭤린은 6월 3일에 산해관 너머로 퇴각하기로 결정했다. 1928년 6월 4일 만주로 돌아가던 중, 그의 열차는 관동군 장교들에 의해 폭파되었다.

### 난징 10년 초기

동북군은 1928년 이후 국민혁명군 기 아래에서 복무하기 시작했다.

장쉐량은 그의 아버지의 뒤를 이어 봉천군벌의 지도자가 되었다. 1928년 7월 1일, 그는 국민당과 휴전을 발표하고 재통일에 간섭하지 않겠다고 선언했다. 이것은 일본이 예상했던 것과는 정반대였고 그들은 장쉐량에게 만주의 독립을 선언할 것을 요구했다. 그는 거부했고, 7월 3일, 장제스가 평화적 해결을 협상하기 위해 베이징시에 도착했다. 12월 29일, 장쉐량은 만주의 모든 깃발을 국민주의 중국의 국기로 교체할 것을 발표했고, 상징적으로 공화국의 재통일을 표시하며 북벌을 끝냈다. 그러나 비록 안국군이 공식적으로 해체되고 옛 봉천군이 "동북변방군"으로 개명되었지만, 내부 구조와 자율성은 유지되었다. 장쉐량은 장제스에게 충성을 선언한 다른 군벌들과 마찬가지로 사실상 중앙 정부로부터 독립적이었다.
국민당과 합류하기로 한 결정은 봉천군의 중요한 지휘관들에게 불만을 남겼다. 7월에 군사 전략을 총괄하게 된 양위팅은 마지못해 따랐지만 봉천-국민당 연합이 오래가지 않을 것이라고 생각했다. 그는 장쉐량에게 산해관과 러허성 동쪽 경계선을 지키도록 조언했으며, 현재 탕산시와 산해관 사이에 위치한 쑨촨팡과 장쭝창의 잔여군(각각 5만 명 이상)을 통제할 것을 요청했다. 양위팅은 국민당의 불화와 내분을 이용하여 안국군의 재기를 준비하고 싶어했다. 그러나 장쉐량은 이 노선을 따르기를 원하지 않았고, 양위팅이 일본인들과 함께 쿠데타를 모의하고 있다고 의심하기 시작했다. 1929년 1월, 장쉐량은 양위팅과 그의 동료 중 한 명인 헤이룽장성 주석 창인화이의 처형을 명령했다. 이것은 일본 유학파 장교 집단의 영향력을 종식시켰고 장쉐량이 자신의 통제를 공고히 하는 데 도움이 되었다.

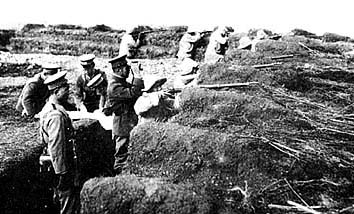
중국-소련 분쟁 당시 동북군, 1929년

그럼에도 불구하고 동북군은 1929년에 강력한 위치에 있지 않았다. 군대와 수많은 전쟁을 지원하는 재정적 부담은 특히 장쭤린의 마지막 몇 년 동안 만주 경제에 엄청난 영향을 미쳤다. 장쉐량은 군대 규모와 묵던 병기창에 대한 자금 지원을 줄일 수밖에 없었다. 한편, 소규모 군벌들이 만주의 일부 지역에 대한 통제를 주장하기 시작했고 장쉐량은 소련과 일본 제국주의로부터 강력한 압력을 받았다. 그는 장제스에게 설득되어 지난 몇 년 동안 소련과 중국의 공동 관리 하에 있던 동청 철도에 대한 단독 통제권을 무력으로 장악했다. 이는 1929년 하반기 내내 중국-소련 분쟁으로 이어졌다. 동북군은 홍군에게 역공당하고 패배했다. 중국 병사들은 민간인을 살해하고 보급품을 강제로 징발하여 지역 주민들의 반감을 샀다. 수천 명이 사망하거나 포로로 잡혔고, 장쉐량은 원상회복을 받아들일 수밖에 없었다.
1929년, 중원 대전이 난징 정부와 군축에 저항하는 북부 군벌 연합군 사이에 발발했다. 장쉐량은 동북군이 어느 쪽이든 힘의 균형을 바꿀 수 있을 만큼 강력했기 때문에 양측으로부터 구애를 받았다. 그는 결국 1천만 위안의 뇌물과 황하 북부의 중국 전역을 통치할 수 있다는 약속에 대한 대가로 국민당 편에 섰다. 9월 중순, 그는 10만 명의 동북군 병력을 이끌고 베이징-톈진 지역을 점령하여 지역 철도와 관세 수입을 장악했다. 비록 이것이 국민당의 전쟁 승리에 기여했지만, 화북 지역은 중앙 행정 통제 밖에 남게 되었다. 장제스는 군벌들의 공식적인 난징 복종에 대한 대가로 그들의 자율성을 묵시적으로 수용했다. 장쉐량은 공산당 동조자들을 포함한 후베이성의 정치적 반대자들을 환영하기 시작했다.

### 일본의 만주 침공

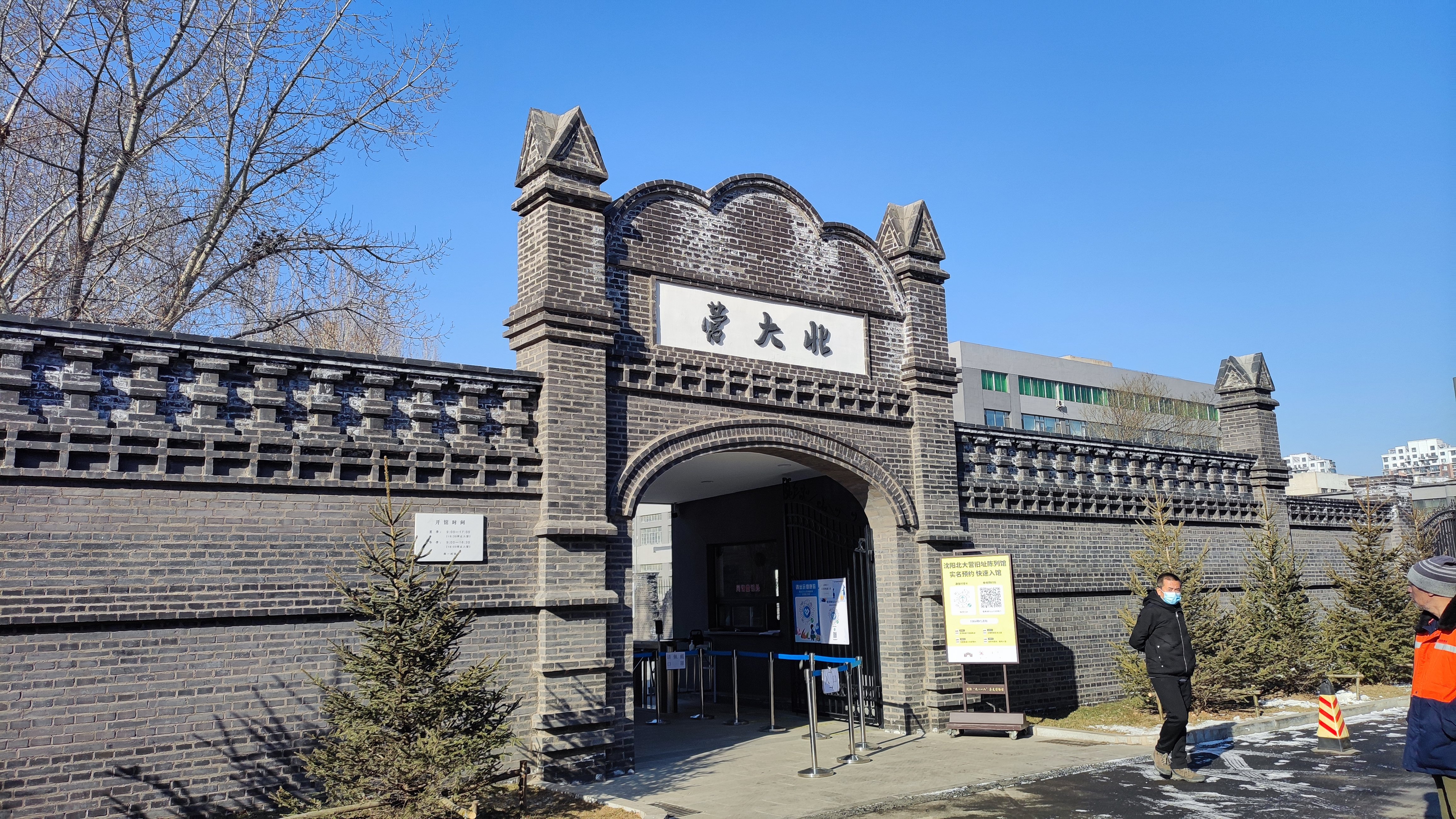
동북군 베이따잉 막사, 현재 국가 사적지는 일본의 만주 침공 당시 첫 공격 지점이었다.

중국의 통일은 만주에서 일본의 경제적, 군사적 이해관계를 위협했고, 중국 개입 여부를 결정적인 문제로 만들었다. 이시와라 간지와 이타가키 세이시로가 이끄는 관동군의 급진적인 청년 장교들은 일본에게 침공의 구실을 제공하기 위해 1931년 9월 18일 묵던 사건을 계획하고 실행했다. 사건 다음 날 밤, 관동군은 국경을 넘어 선양의 묵던 병기창과 베이따잉 막사를 점령했다. 동북군은 서류상으로는 일본군보다 병력이 훨씬 많았지만, 여러 가지 이유로 철수하기로 결정했다. 한편, 군대의 거의 절반(10만 명 이상의 병사)은 중원 대전 이후 발생한 스여우싼의 반란을 진압하는 것을 돕기 위해 만리장성 남쪽에 있었다. 장쉐량은 아편 중독 치료를 받기 위해 베이징에 있었다. 관동군은 뛰어난 훈련과 무기를 갖추고 있었고, 동북군에 침투시킨 고문들은 중국군의 움직임에 대한 풍부한 정보를 제공했다. 가장 중요한 것은, 장제스가 장쉐량에게 저항하지 말고 사건을 국지화하고 협상을 위한 시간을 벌도록 명령했다는 점이다. 협상 제안은 처음에 시데하라 기주로 일본 외무대신에 의해 받아들여졌지만, 관동군이 계속 진격하면서 계획은 무산되었다. 며칠 내에 관동군은 남만주 철도 전역의 도시를 점령하고 펑톈성과 지린성의 주석들을 강압하거나 매수하여 독립을 선언하도록 했다. 일본군은 이후 동북 3성으로 괴뢰정권인 만주국을 수립했다. 동북군은 대부분 만리장성 남쪽으로 철수했지만, 기병대 지휘관 마잔산은 1932년 초까지 헤이룽장성에서 운명적이지만 크게 알려진 저항 캠페인을 이끌었다. 마잔산은 잠시 만주국으로 전향하여 국방부 장관으로 임명된 후 보급품 트럭 수송대를 훔쳐 일본에 대한 저항에 합류했다.
동북군은 이후 러허성에 주둔했다. 관동군은 만주에서 전열을 재정비하기 위해 진격을 멈췄지만, 동북군과 신축조약의 일부로 화북에 주둔한 일본군 수비대 사이에 긴장이 고조되었다. 1932년 말 여러 차례 일본 산해관 수비대와 허주궈의 제9여단 사이에 전투가 발생했다. 1933년 1월 1일, 일본군은 전면적인 공격을 시작하여 산해관을 점령했다. 다음 두 달 동안 장쉐량과 중앙 정부는 러허성의 나머지 지역에 대한 효과적인 방어를 조직하기 위해 서둘렀다. 러허성은 탕위린 장군 휘하에 있었는데, 명목상으로는 장쉐량의 부하였지만 너무 독립적이어서 쉽게 교체할 수 없었다. 탕위린은 부패하고 군사적으로 무능한 것으로 알려져 있었으며, 싸우기로 동의하기 전에 쑹쯔원에게 뇌물을 받아야 했다. 7만 명의 추가 동북군 병력과 자원병 대대가 러허성으로 전송되어 총 병력이 10만 명에 이르렀다. 그러나 역사학자 파크스 코블에 따르면, 장쉐량과 중앙 정부의 노력은 "대부분 겉치레"였다. 중앙 정부는 불충분한 자금과 추가 병력을 제공하지 않았고, 장쉐량이 제공한 병력은 그의 가장 신뢰할 수 없는 부대였다. 2월 27일 일본군이 3만 명의 병력으로 침공했을 때, 탕위린과 다른 동북군 지휘관들인 주칭란과 완푸린은 싸우는 대신 도주했다. 오직 옛 서북군 지휘관인 쑨뎬잉만이 강력한 저항을 시도했다. 장쉐량은 3월 10일 대중의 거센 압력으로 사임했고, 동북군은 분할되어 국민혁명군이 사용하는 표준 구조로 재편성되었다. 최상위 단계에서 동북군은 위쉐중 휘하의 제51군, 완푸린 휘하의 제53군, 허주궈 휘하의 제57군, 왕수창 휘하의 제67군이라는 4개의 새로운 군으로 나뉘었다. 병력 수는 실제로 변하지 않았지만, 여단은 국민혁명군 패턴에 맞게 사단으로 개명되었다(여단 번호에 100이 더해져, 예를 들어 제17여단은 제117사단이 되었다). 장쉐량은 유럽 순방을 떠났다. 러허성 함락 이후에도 일본의 침략은 계속되었다. 허주궈와 웡자오위안 휘하의 동북군 병력은 4월과 5월에 공세를 맞아 롼허에서 밀려났다. 적대 행위는 5월 31일 체결된 탕구협정으로만 종결되었다. 1933년 하반기에는 동북군의 대부분이 산시성으로 이동하여 시안에 본부를 두었다. 제51군의 3만 명 병력은 허베이성에 남아 있다가 일본의 철수 요구로 철수했다.

### 시안 사건과 해체

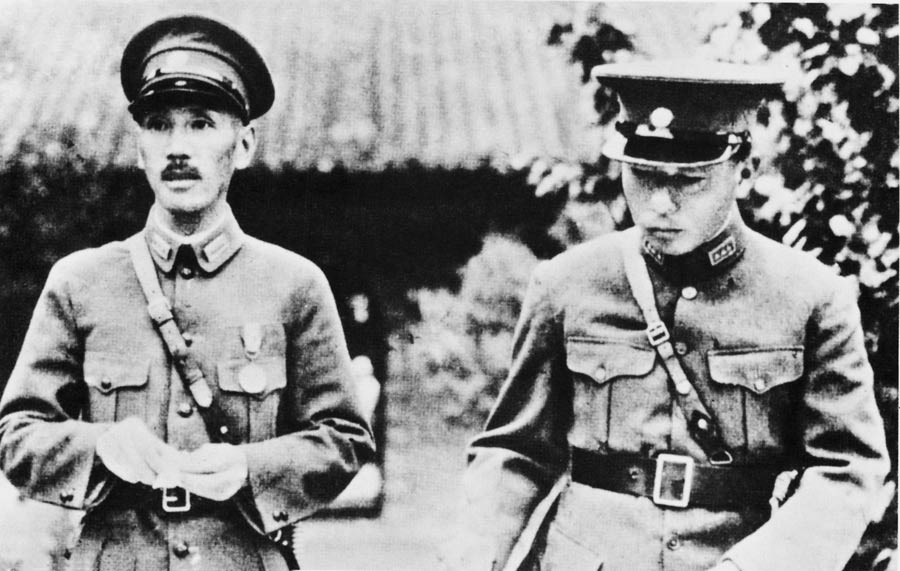
시안 사건 당시 장제스와 장쉐량

1935년 10월, 중국공산당은 장정을 마치고 간쑤성과 닝샤 후이족 자치구에 도착했다. 동북군은 지역 군벌 양후청의 병력과 협력하여 북서 비적 진압군을 구성하여 공산주의자들을 완전히 제거하는 임무를 맡았다. 쉬운 승리를 약속받았지만, 비적 진압군은 9월과 10월 두 차례의 교전에서 홍군에게 패배하여 놀랐고 낙담했다. 이미 일본과의 싸움에서 벗어난 이 병사들은 일본에 대항하는 동맹을 맺고 싶어하는 공산주의자들의 좋은 대우와 메시지에 대한 포로들의 이야기로 인해 싸울 의지를 잃기 시작했다. 공산주의에 동조하는 장교들의 도움으로 그들은 장쉐량과 양후청에게 휴전을 협상하도록 압력을 가했다. 장군들은 그 아이디어에 개방적이었고 1935년 말에 공식 중국공산당 대표들을 초대하여 협상을 시작했다. 홍군은 1936년 2월부터 4월까지 "동방 원정"을 시작하여 일본과 싸우겠다고 약속했다. 그들은 산시성을 통해 러허와 후베이성에서 일본과 싸우기 위해 파견대가 진격하고 있다고 발표했다. 홍군이 통과하도록 허용하는 것은 포위를 깨는 것이었으므로, 옌시산은 무력으로 그들을 막았다. 비록 군사적으로 패배했지만, 홍군은 산시성 농민들에게 그들의 애국심을 설득했고, 퇴각하면서 8,000명의 새로운 신병을 얻었다. 장쉐량도 마찬가지로 감명받았다. 마오쩌둥이 3월 14일에 공산당이 공식적인 휴전을 체결할 용의가 있다고 발표했을 때, 장쉐량은 비밀리에 동의했다. 1936년 6월까지 장쉐량과 중국공산당 사이의 비밀 협정은 성공적으로 타결되었다. 그는 또한 장제스에게 "먼저 내부 진압, 그 다음 외부 저항"이라는 정책을 뒤집고 일본에 대한 군사 준비에 집중할 것을 제안했다. 장제스가 거부하자 장쉐량은 "극비리에" 쿠데타를 계획하기 시작했다.

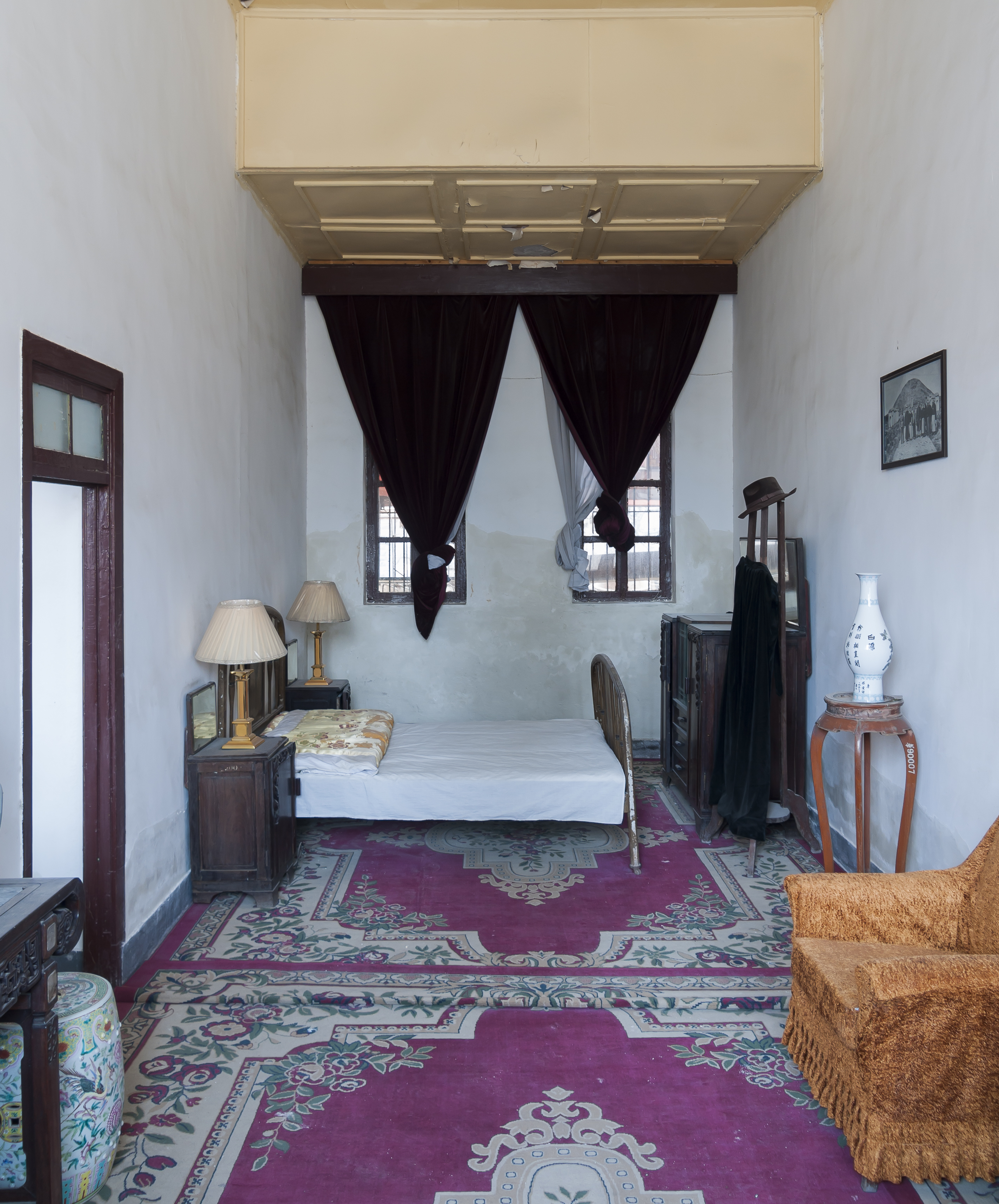
시안에 억류되었을 당시 장제스의 침실

1936년 11월, 장쉐량은 장제스에게 공산당과 싸우기를 꺼리는 군대의 사기를 높이기 위해 시안으로 와달라고 요청했다. 장제스가 도착하자, 동북군 병사들은 그의 경호대를 제압하고 그를 가택 연금시켰다. 양후청과 급진적인 청년 장교들로 구성된 "항일 동지회"가 이끄는 군대의 한 파벌은 장제스를 처형하기를 원했지만, 장쉐량과 공산주의자들은 그를 살려두고 일본과 공산주의자에 대한 정책을 바꾸도록 설득해야 한다고 주장했다. 그들은 장제스와의 동맹이 일본과 싸울 최고의 기회이며, 그를 죽이는 것은 난징 정부의 보복을 유발할 뿐이라고 주장했다. 동북군은 장제스를 체포한 이유와 석방 조건을 설명하는 8가지 요구 사항을 중국 대중에게 방송하려고 시도했지만, 국민당의 검열로 인해 공산당이 통제하는 지역 밖에서는 출판이 불가능했다. 그럼에도 불구하고 장제스는 결국 저우언라이와 린보취 공산당 외교관들과 협상하기로 동의했다. 12월 말까지 장제스는 내전을 끝내고 일본 침략에 저항하겠다는 구두 약속을 했다.
장제스는 12월 26일 석방되어 장쉐량과 함께 난징으로 돌아왔다. 비록 그는 내전 휴전을 발표했지만, 시안에서 한 약속은 모두 부인했다. 장쉐량은 투옥되어 반역죄로 기소되었다. 장제스는 이후 37개 사단의 병력을 북쪽으로 보내 동북군을 포위하고 해산하도록 강요했다. 군대는 적절한 대응에 대해 깊이 분열되었다. 양후청과 항일동지회는 국민당군이 공격하면 맞서 싸우고, 장쉐량이 석방될 때까지 협상을 거부하기를 원했다. 공산당 대표들은 강하게 반대하며 내전이 또 다른 스페인을 만들 것이라고 경고했다. 공산당과 난징 사이의 협상은 계속되었다. 그러나 1937년 1월 동북군 장교 회의에서 평화적으로 항복하지 않기로 압도적으로 결의하자, 공산당은 마지못해 동맹군을 포기할 수 없다고 결정하고 국민당이 공격하면 함께 싸우겠다고 맹세했다. 2월 2일, 최고위 동북군 장군 5명이 별도로 만나 항복하기로 결정하면서 상황은 다시 역전되었다. 급진적인 장교들은 분노하여 장군 중 한 명을 암살했지만, 이는 대부분의 병사들을 맞서 싸우려는 계획에 반대하게 만들었다. 동북군은 진격하는 국민당군에게 평화적으로 항복했고, 새로운 부대로 나뉘어 허베이성, 후난성, 안후이성으로 보내졌다. 그러나 양후청은 체포되어 결국 처형되었고, 항일동지회 지도자들은 홍군으로 망명했다. 장쉐량은 1993년 하와이로 이민 갈 때까지 50년 넘게 가택 연금되었다. 장제스는 결국 공산당과의 약속을 지켰다. 6개월간의 지속적인 협상 끝에 그는 공산당과 국민당의 대일 군사 동맹인 제2차 국공 합작을 창설하는 공식 협정을 체결했다.

## 편제
원래 봉천군은 제27사단만으로 구성되어 있었다. 1917년, 군대는 제28사단(장훈복벽 지지로 해고된 사단장)과 새로 창설된 제29사단을 포함하도록 확장되었다. 이론적으로 이 부대들은 국군 북양군의 일부로 남아 있었지만, 실제로는 장쭤린에게만 보고했다.
제1차 직봉전쟁 이후 진행된 군 개편 프로그램 이후, 기본 부대는 여단이 되었다. 비록 실제로는 엄격하게 준수되지 않았지만, 이론적으로 여단은 3개 연대로 나뉘고, 각 연대는 3개 대대로, 각 대대는 150명씩의 3개 중대로 나뉘었다. 따라서 표준 여단의 총 병력은 약 4,000명이었다. 여단이 반드시 사단의 하위 부대는 아니었다. 일부는 그랬지만, 대부분은 일본군과 같은 혼성 여단으로 독립적으로 운영되었다.

### 지휘
| 부대 또는 역할 | 지휘관          | 위치       |
| -------------- | --------------- | ---------- |
| 제1사단        | 리징린 장군     | 펑톈       |
| 제27사단       | 장쭤샹 장군     | 펑톈       |
| 제29사단       | 우쥔성 장군     | 헤이룽장성 |
| 제1여단        | 칸짜오시 중장   | 펑톈       |
| 제2여단        | 장쉐량 중장     | 펑톈       |
| 제3여단        | 장쭝창 중장     | 펑톈       |
| 제4여단        | 장쭤타오 중장   | 펑톈       |
| 제5여단        | 리전성 중장     | 펑톈       |
| 제6여단        | 궈쑹링 중장     | 펑톈       |
| 제7여단        | 탕위린 중장     | 펑톈       |
| 제8여단        | 천위쿤 중장     | 지린성     |
| 제9여단        | 류샹지우 중장   | 지린       |
| 제10여단       | 위선청 중장     | 지린       |
| 제11여단       | 바이잉거 중장   | 헤이룽장   |
| 제12여단       | 자오은전 중장   | 펑톈       |
| 제13여단       | 딩자오 중장     | 지린       |
| 제14여단       | 양더성 중장     | 펑톈       |
| 제15여단       | 완푸린 중장     | 헤이룽장   |
| 제16여단       | 치은밍 중장     | 펑톈       |
| 제17여단       | 장밍지우 중장   | 헤이룽장   |
| 제18여단       | 장환샹 중장     | 지린       |
| 제19여단       | 가오웨이요 중장 | 펑톈       |
| 제20여단       | 후융쿠이 중장   | 지린       |
| 제21여단       | 차이융전 중장   | 지린       |
| 제22여단       | 스더산 중장     | 헤이룽장   |
| 제23여단       | 리솽카이 중장   | 펑톈       |
| 제24여단       | 싱스리안 중장   | 펑톈       |
| 제25여단       | 차이핑번 중장   | 펑톈       |
| 제26여단       | 리궈린 중장     | 지린       |
| 제27여단       | 페이쥔성 중장   | 펑톈       |
| 제1기병여단    | 무춘 중장       | 펑톈       |
| 제2기병여단    | 펑진산 중장     | 헤이룽장   |
| 제3기병여단    | 쑤시린 중장     | 펑톈       |
| 제4기병여단    | 장쿠이주 중장   | 헤이룽장   |
| 제5기병여단    | 천푸성 중장     | 헤이룽장   |

1923년에 봉천군 고급 참모진은 총사령관 장쭤린, 부사령관 쑨례천과 우쥔성, 그리고 참모장 양위팅을 포함했다. 1929년 고급 참모진은 총사령관 장쉐량, 부사령관(지린) 장쭤샹, 부사령관(헤이룽장) 완푸린, 하얼빈 특구 사령관 장징후이를 포함했다. 다른 주목할 만한 지휘관으로는 다음이 있다.
- 장쭝창 – 산둥군 사령관이 될 예정이었다. 그의 부패와 잔혹성으로 인해 타임지는 그를 "중국 최악의 군벌"이라고 불렀다.[155]
- 우쥔성 – 기병 사령관이자 헤이룽장 군정관으로 황고둔 사건에서 장쭤린과 함께 사망할 때까지 재임했다.[156][157]
- 궈쑹링 – 포병 장교, 군사 대학 교수, 장쉐량의 멘토. 나중에 장쭤린에 반란을 일으켰다.[158][70]
- 리징린 – 봉천 군벌의 직례군 사령관이자 1924~25년 직례성 성장이었다.[159]
- 추위푸 – 리징린의 뒤를 이어 직례성 성장이자 직례군 사령관이 되었다.[160]
- 콘스탄틴 네차예프 – 봉천군에서 복무한 모든 백계 러시아 용병들의 사실상 사령관; 제65보병사단 공식 사령관[161][162]

### 해군 및 공군
주로 육상 기반 병력이었지만, 동북군에는 소규모 해군과 공군도 있었다. 해군은 제1차 세계 대전에서 중국이 만주 강을 순찰하는 데 도움을 주기 위해 연합국으로부터 독일군 포획 포함 두 척을 받은 데서 시작되었다. 인수오 함장의 지휘 아래, 이 함정들은 쑹화강 함대의 핵심을 형성하게 되었다. 1923년, 이 함대는 선훙례 부제독 휘하의 동북 해상 방어 비행단의 일부가 되었다. 제2차 직봉전쟁에서 봉천군이 승리한 후, 선훙례는 장쭝창의 지휘 아래 산둥성으로 전출되었다. 그는 1929년까지 만주로 돌아와 포함 4척과 지원함 7척을 지휘했다. 공군은 많은 투자를 받았지만 소규모로 남아 있었고 동북군의 교전에서 결정적인 역할을 하지 못했다. 프랑스에서 구매한 비행기는 100대가 넘지 않았고, 이 추정치가 정확하더라도 대부분은 비행에 부적합했으며, 훈련된 조종사 부족으로 다른 비행기들은 이륙하지 못했다.

## 인원
1911년 장쭤린이 만주의 전방 및 중부군 사령관으로 임명되었을 때, 그는 이미 자신의 지휘 아래 있던 비정규군을 데려왔다. 그의 가장 가까운 동료들은 장징후이, 장쭤샹, 탕위린, 쭤펀을 포함하여 연합군의 고위 장교가 되었다. 봉천 병사들은 대부분 한족이었고, 압도적으로 펑톈성 출신이었다. 이는 청나라 하에서 명시된 영토 모집 시스템에 따라 제27사단이 모집을 했기 때문이다. 이 모집 시스템은 장쭤린이 부대 결속력에 대한 이점 때문에 초기 몇 년 동안 유지했다. 다른 만주 지방에 기반을 둔 추가 사단이 흡수되면서, 군대의 지리적 구성은 점차 다양해졌다. 리징린과 장쭝창의 사단이 제2차 직봉전쟁 이후 각각 직례성과 산둥성으로 재배치되면서, 그들은 지역 주민을 모집하기 시작했고 곧 지역 주민들이 두 군대 모두에서 대다수를 차지하게 되었다. 월급은 청나라 때와 동일하게 유지되었는데, 1922년에는 2등 병사가 4.2위안을 받았다. 봉천군은 1926년경 전성기에 17만에서 25만 명 사이의 병력을 보유했다.
봉천군에는 병사, 장교, 고문으로 다수의 외국인이 포함되었다. 가장 중요한 것은 일본인 고문들이었다. 이들은 장쭤린에게 군사적 전문 지식을 제공했을 뿐만 아니라, 관동군 장교로서의 지위를 유지했기 때문에 일본 지휘관들과의 중개자 역할도 했다. 중국군에 일본인 고문이 있었던 것은 봉천군이 설립되기 전부터였고, 장쭤린은 이전 만주 장군들로부터 여러 명을 물려받았다. 수십 명이 항상 복무 중이었으며, 가장 중요한 인물로는 타케마 마치노, 키쿠치 타케오, 혼조 시게루 등이 있었다. 가장 큰 외국인 병력은 러시아 내전에서 패배한 후 만주로 망명한 백계 러시아인들이었다. 용병 복무는 안정적인 직업을 찾기 어려운 많은 백계 러시아인들에게 매력적이었고, 군벌들은 적어도 정기적인 수입을 제공했다. 콘스탄틴 네차예프가 이끄는 러시아인들은 매우 유능한 전투력으로 명성을 얻었지만, 높은 비규율성과 민간인 및 전쟁 포로에 대한 극도의 잔혹성으로 인해 두려움을 받기도 했다. 1926년에 러시아인 병력은 약 5,270명으로 정점에 달했으며, 대부분은 장쭝창 휘하의 네차예프의 제65보병사단에서 복무했다. 그러나 그들은 1926-1927년 쑨촨팡과의 전투에서 큰 사상자를 냈고, 장쉐량은 장쭝창의 반란에 가담한 후 남은 백계 러시아 부대들을 해체했다.

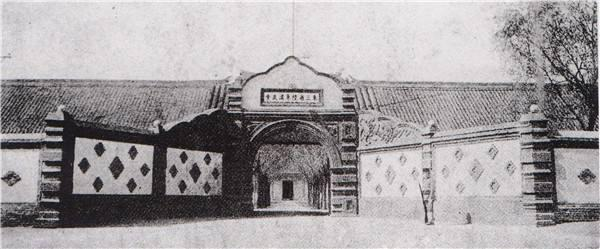
동북 3성 군사 학원은 봉천군 장교를 훈련시키기 위해 설립되었다. 장쉐량은 첫 졸업생 중 한 명이었다.

앞서 언급했듯이, 원래 장교단은 장쭤린에게 개인적으로 충성했던 그의 옛 도적 동료들로 구성되어 있었다. 그러나 1919년, 북양 정부의 국방부는 장쭤린이 열정적으로 지원했던 동북 3성 군사 학원의 설립을 후원했다. 포병 장교 궈쑹링을 포함한 바오딩 육군군관학교 졸업생들이 교수로 초빙되었다. 이 학원은 1919년부터 1930년까지 7,971명의 장교를 훈련시켰으며, 봉천군 하급 및 중급 장교단의 중추를 형성했다. 장쭤린은 또한 공식적인 군사 훈련을 거의 받지 않은 그의 옛 도적 출신 장교들을 많이 이 학원에 보내 공부하도록 했다. 그러나 대부분의 경우, 이것은 그들의 습관적인 사고방식에 거의 영향을 미치지 않는 것으로 보였다. 봉천군이 제1차 직봉전쟁에서 패배한 후, 장쭤린과 그의 참모들에게 소위 "늙은이들"의 무능이 주요 원인이라는 것이 명백해졌다. 몇몇은 지휘에서 해임되고 "새로운 사람들"로 교체되었는데, 이들은 공식적인 군사 훈련으로 경력을 시작한 장교들이었다. 새로운 사람들은 크게 두 파벌로 나눌 수 있었다. 첫째는 국내에서 교육받은 인물들(바오딩 육군군관학교의 궈쑹링, 리징린 또는 동북 3성 군사 학원의 장쉐량)을 중심으로 하는 파벌이었다. 둘째 파벌은 일본 육군사관학교에서 교육받은 인물들이었다. 이들은 한린춘, 양위팅, 장덩쒸안을 포함했다. 이 세 파벌, 즉 늙은이들과 새로운 사람들의 두 집단 사이의 관계는 종종 군대를 해체할 위협이 될 정도로 심각했다. 일본 유학파 장교들은 중국 정치에 더 직접적이고 적극적으로 개입하기를 원했고, 중국 교육파 장교들은 많은 군사적 모험에 반대했다. 반면에 늙은이들은 개인적인 이익을 위한 수단으로서 외에는 군사 문제에 거의 관심을 보이지 않았다(칸짜오시의 경우처럼). 파벌 경쟁은 1925년 궈쑹링이 이끈 반란의 중요한 원인이었으며, 이는 장쭤린을 거의 전복시킬 뻔했다. 장쭤린의 최종 승리는 궈쑹링의 중국 교육파에 치명적인 타격을 입혔고, 장쭤린 정권의 마지막 몇 년은 전문 기술보다 충성심을 중시하는 경향으로 돌아갔다.

## 장비
군벌 시대 동안 현대 무기는 비쌌고 종종 구하기 어려웠다. 창설 당시 봉천군은 옛 도적들로 구성되었고 구할 수 있는 모든 것으로 무장했다. 독일 게베어 1888을 기반으로 설계된 한양 88식 소총은 청나라 시대의 표준 보병 소총이었으므로 널리 구할 수 있었다. 소량의 Type 1 소총(마우저 모델 1907의 중국 복제품)도 청나라 말기와 초기 공화국 시대에 생산되었으며 사용되었을 수도 있다. 만주가 러시아와 일본 점령하의 한국 사이에 위치했기 때문에, 다른 일반적인 소총으로는 러시아 모신나강 1891년 모델, 일본 무라타의 다양한 모델, 일본 아리사카의 1897년 및 1905년 모델이 있었다. 전반적으로 이러한 무기의 품질은 낮았다. 중국 연감은 1924년에조차 중국 소총의 80%가 "구식이고 관리가 제대로 되지 않거나 상태가 좋지 않다"고 추정했다. 봉천군에게 주요 어려움은 1916년 군벌 시대가 시작될 때, 새로운 무기를 생산할 수 있는 중국의 8개 병기창 중 만주에 위치한 곳이 없었다는 점이었다. 1922년 이전에는 묵던 "병기창"이 소량의 탄약만 생산할 수 있었다. 새로운 보급품은 점진적으로 들어왔다. 장쭤린은 1911년 위안스카이로부터 무기를 받았고, 돤치루이와의 합의로 1917년 1,700만 엔어치의 일본 군수품을 압수했다. 여기에 1920년 패배한 환계군벌로부터 압수한 많은 일본 자금 지원 장비(자동차와 비행기 포함)가 추가되었다. 자동차는 특히 귀중했다. 1926년에도 중국 전체에 8,000대밖에 없었다. 러시아 내전 중 블라디보스토크에 배치된 프랑스 르노 FT 전차는 1919년 봉천군에 제공되었다. 그러나 1919년 이후에는 대부분의 주요 강대국들이 중국에 대한 무기 금수 조치에 동의하면서 이러한 불규칙한 횡재조차 줄어들었다.
제1차 직봉전쟁에서 봉천군이 패배하자 장쭤린은 현대화 캠페인을 시작했다. 그는 묵던 병기창의 확장 및 개선에 1,700만 위안 이상을 쏟아부었고, 이는 일련의 유능한 감독관들이 감독했다. 1922년 타오즈핑, 1923년 한린춘, 그리고 1924년부터 양위팅이 감독했다. 1924년 묵던 병기창의 예산은 월 200만 위안이었다. 이는 1916년 한양 병기창의 연간 운영 예산이 100만 위안을 약간 넘었던 것과 비교하면 엄청난 투자였다(군벌 시대 이전에는 한양 병기창이 중국 최대 규모였다). 병기창에는 전 세계에서 초빙된 수천 명의 외국인 전문가를 포함하여 2만~3만 명의 인력이 고용되었다. 주요 생산 소총은 묵던 병기창 마우저로, 한린춘이 개조한 아리사카의 복제품이었다. 영국의 무기 제조업자 프랜시스 서튼은 근처에 최첨단 박격포 공장(랴오닝 박격포 병기창)을 건설하는 대가로 돈을 받았으며, 그는 장쭤린이 산둥성을 통한 밀수 작전을 조직하는 것을 도왔다. 봉천은 또한 중국 최대의 단일 무기 수입국이었다. 이들은 독일, 프랑스, 이탈리아, 특히 일본에서 무기를 구매했다.  주요 수입품으로는 일본에서 들여온 3식 중기관총과 프랑스에서 들여온 14대의 르노가 더 있었다. 봉천군은 또한 지뢰, 철조망, 장갑열차, 전차와 같은 다른 현대 무기들도 효과적으로 사용했다. 1925년부터 선양에 화학 무기 공장이 건설되었고, 장쭤린은 독일과 러시아 전문가들을 고용하여 염소, 포스젠, 겨자 가스를 생산했다. 추가적인 봉천 통제 병기창으로는 1924년 헤이룽장성에 건설된 것과 제2차 직봉전쟁 이후 확보된 지난시에 기반을 둔 두 곳이 있었다. 1928년까지 새로 건설된 만주의 병기창들은 중국 본토 전체의 생산량을 합친 것과 맞먹거나 어떤 경우에는 능가할 수 있었다. 1928년 매달 봉천 군벌은 소총 7,500정, 기관총 70~80정, 포탄 12만 발, 탄약 약 900만 발 등을 생산했다. 그러나 이례적으로 높은 생산량은 만주 경제에 지속 불가능한 부담을 주었다. 1929년 이후, 장쉐량은 병기창에 대한 자금 지원을 줄일 수밖에 없었다.
봉천군 장비
- 기관총은 잠재력을 최대한 발휘하지 못했다. 1924년, 한 외국인 관찰자는 맥심 기관총을 이용하여 측사 사격을 퍼붓거나 적의 보급선을 교란하는 데 실패한 것에 놀랐다.[203]
- 1927년까지 봉천군은 77mm 포를 사용하는 7개 연대와 150mm 포를 사용하는 1개 연대를 포함하여 8개의 야포 연대를 보유한 것으로 추정되었다.[204]
- 동북군은 야포를 적극적이고 효과적으로 사용했다. 이는 19세기 중국 전쟁에서 자주 사용되던 공성 전술의 쇠퇴에 기여했다.[203]
- 동북군은 1926년 우페이푸에 대항하여 그리고 나중에 1929년 중국-소련 분쟁에서 르노 FT-17 전차를 사용했지만, 거의 모든 전차가 일본의 만주 침공 중에 포획되었다.[191]

## 같이 보기
- 직례군: 1924~1928년 직례성에 주둔했던 봉천군의 분리 부대
- 군벌 시대 중국의 다른 군대:

- 안국군
- 서북군
- 국민혁명군

## 내용주
1. ↑  정치적 이유로 군벌들은 중앙 정부로부터의 독립을 거의 공개적으로 선언하지 않았기 때문에 동북군은 1923년까지도 명목상으로 중앙 북양군의 일부로 남아 있었다.[7] 후기 군벌 시대에 장쭤린은 때때로 자신의 군대에 "치안 유지군" 또는 동맹군과 함께 "안국군"과 같은 다른 공식 이름을 부여했다.[8] 그러나 현대 학자들은 일반적으로 이러한 단명한 이름을 동북군을 지칭하는 데 사용하지 않는다.
2. ↑  중화민국 정부는 베이양군 장군들이 수도를 장악한 파벌에 의해 지배되었기 때문에 "북양" 정부로 알려졌다.
3. ↑  이 군수품은 제1차 세계 대전 참전을 위한 중국군 보급을 위해 연합국이 중국에 제공한 것이었다.
4. ↑  장징후이 휘하의 제16사단
5. ↑  공식적으로 국민혁명군 제17군
6. ↑  중국 공산주의자들은 동시대 국민당 선전에서 "붉은 비적"이라고 불렸다.
7. ↑  늙은 파벌의 부패한 구성원이었지만 유능한 지휘관이었던 장쭝창은 중요한 예외였다.

## 참고 문헌
- United States. Department of State (1926). 《Papers Relating to the Foreign Relations of the United States》. U.S. Government Printing Office.
- United States. War Dept. General Staff (1978). 《United States military intelligence [1917–1927]》. Garland Pub. ISBN 978-0-8240-3025-4.
- Hu, T. Y. (March 1929). “The 'Double Execution'”. 《The Chinese Students' Monthly》 24 (5). 2023년 2월 1일에 확인함.
- Barnouin, Barbara; Yu, Changgen (2006). 《Zhou Enlai: A Political Life》. Hong Kong: The Chinese University Press. 2023년 1월 28일에 확인함.
- Coble, Parks M. (1991). 《Facing Japan: Chinese Politics and Japanese Imperialism, 1931–1937》. 케임브리지 (매사추세츠주): Harvard University Press. 2023년 1월 28일에 확인함.
- Clubb, Edmund O. (1978). 《20th century China》 Thi판. 뉴욕: Columbia University Press. ISBN 9780231045186.
- Jansen, Marius (1975). 《Japan and China: From War to Peace: 1895-1972》. Chicago: Rand McNally. 2023년 1월 25일에 확인함.
- Huang, Tzu-chin (2016). 《Embracing mainstream international society: Chiang Kai-shek's diplomatic strategy against Japan》. 《Chinese Studies in History》 49.
- Chen, Weiming; Davis, Barbara (2000). 《Taiji Sword》. North Atlantic Books. ISBN 978-1-55643-333-7. 2010년 10월 22일에 확인함.
- Ch'en, Jerome (1979). 《The Military-Gentry Coalition: China Under the Warlords》. 토론토: University of Toronto-York University Joint Centre on Modern East Asia.
- Eastman, Llyod E. (1991). 〈Nationalist China during the Nanking decade, 1927–1937〉. 《The Nationalist Era in China, 1927–1949》. 뉴욕: Cambridge University Press.
- Ch'en, Jerome (1991). 〈The Communist movement, 1927–1937〉. 《The Nationalist Era in China, 1927–1949》. 뉴욕: Cambridge University Press.
- Elleman, Bruce A. (1994). 《The Soviet Union's Secret Diplomacy Concerning the Chinese Eastern Railway, 1924–1925》. Journal of Asian Studies, Vol. 53.
- Dixon, Jeffrey S.; Sarkees, Meredith Reid (2015년 9월 18일). 《A Guide to Intra-state Wars: An Examination of Civil, Regional, and Intercommunal Wars, 1816–2014》. SAGE Publications. ISBN 978-1-5063-0081-8.
- Dunne, Andrew P. (1996). 《International Theory: To the Brink and Beyond》. Greenwood Publishing Group. ISBN 978-0-313-30078-3.
- Chan, Anthony B. (2010). 《Arming the Chinese: The Western Armaments Trade in Warlord China, 1920–28》 2판. 밴쿠버, 토론토: University of British Columbia Press.
- Bisher, Jamie (2005). 《White Terror: Cossack Warlords of the Trans-Siberian》. 런던, 뉴욕: Routledge.
- Boorman, Howard L; Howard, Richard C., 편집. (1970). 《Biographical dictionary of Republican China, Volume 3: Mao to Wu》. 뉴욕: Columbia University Press. 2022년 11월 28일에 확인함.
- Fenby, Jonathan (2004). 《Generalissimo: Chiang Kai-shek and the China He Lost》. 런던: Simon & Schuster. ISBN 0743231449.
- Chi, Hsi-Cheng (1976). 《Warlord Politics in China: 1916-1928》. Stanford, California: Stanford University Press.
- Bonavia, David (1995). 《China's warlords》. Hong Kong: Oxford University Press. ISBN 0195861795.
- Fischer, Louis (1930). 《The Soviets in World Affairs: A History of Relations Between the Soviet Union and the Rest of the World》 (영어) 2. 런던: J. Cape. OCLC 59836788.
- Dreyer, Edward (1995). 《China at war, 1901–1949》. 뉴욕: Longman. 2022년 11월 24일에 확인함.
- Itoh, Mayumi (2016년 10월 3일). 《The Making of China's War with Japan: Zhou Enlai and Zhang Xueliang》. Springer. ISBN 978-981-10-0494-0.
- Jaques, Tony (2007). 《Dictionary of Battles and Sieges: P-Z》. Greenwood Publishing Group. ISBN 978-0-313-33539-6.
- Jordan, Donald (1976). 《The northern expedition : China's national revolution of 1926-1928》. Honolulu: University Press of Hawaii. ISBN 978-0-8248-8087-3. OCLC 657972971.
- Jowett, Philip S. (2017). 《The Bitter Peace. Conflict in China 1928–37》. 스트라우드: Amberley Publishing. ISBN 978-1445651927.
- Jowett, Philip S. (2014). 《The Armies of Warlord China 1911–1928》. 앳글렌, 펜실베이니아: Schiffer Publishing. ISBN 9780764343452.
- Jowett, Philip (2010). 《Chinese Warlord Armies 1911–30》. Men-at-Arms 306 Illurat판. Osprey Publishing.
- Jowett, Philip (1997년 7월 15일). 《Chinese Civil War Armies 1911–49》. Men-at-Arms 306. Osprey Publishing. ISBN 9781855326651.
- Kwong, Chi Man (2017). 《War and Geopolitics in Interwar Manchuria. Zhang Zuolin and the Fengtian Clique during the Northern Expedition》. 레이던: Brill Publishers.
- Ness, Leland; Shih, Bin (July 2016). 《Kangzhan: Guide to Chinese Ground Forces 1937–45》. Helion & Company. ISBN 9781910294420.
- Malmassari, Paul (2016) [1989]. 《Armoured Trains. An Illustrated Encyclopedia 1825–2016》. 번역 Roger Branfill-Cook. 반즐리: Seaforth Publishing (Pen and Sword Books). ISBN 978-1848322622.
- McCormack, Gavan (1977). 《Chang Tso-lin in Northeastern China, 1911-1928: China, Japan, and the Manchurian Idea》. Stanford, California: Stanford University Press. ISBN 0-8047-0945-9.
- Patrikeeff, Felix (2002). 〈Russian Politics in Exile: The Northeast Asian Balance of Power, 1924–1931〉. 《Manchurian Railways and the Opening of China: An International History》. Basingstoke.
- Pye, Lucien (1971). 《Warlord Politics: Conflict and Coalition in the modernization of Republican China》. 뉴욕: Praeger Publishers. 2022년 11월 25일에 확인함.
- Sheridan, James (1975). 《China in Disintegration: The Republican Era in Chinese History, 1912–1949》. 뉴욕: Free Press.
- Snow, Edgar (1978). 《Red Star Over China》 Revis a Enlarg판. 뉴욕: Grove Press.
- Taylor, Jay (2009). 《The Generalissimo: Chiang Kai-shek and the Struggle for Modern China》. Harvard University Press. ISBN 978-0-674-03338-2.
- Thorne, Christopher (1973). 《The Limits of Foreign Policy; the West, the League, and the Far Eastern Crisis of 1931-1933》. 뉴욕: Putnam. ISBN 9780399111242. 2023년 1월 25일에 확인함.
- Tong, Yong (2012).  Li, Xiaobing, 편집. 《China at War: An Encyclopedia》. Santa Barbara, California: ABC-CLIO, LLC.
- Vishnyakova-Akimova, Vera Vladimirovna (1971). 《Two Years in Revolutionary China, 1925–1927》. 번역 Stephen I. Levine. 케임브리지 (매사추세츠주): Harvard University Press. ISBN 978-0674916012.
- Waldron, Arthur (1995). 《From War to Nationalism: China's Turning Point, 1924-1925》. 뉴욕: Cambridge University Press. ISBN 0521472385.
- Waldron, Arthur; Cull, Nicholas (1995). 《'Modern Warfare in China in 1924–1925': Soviet film propaganda to support Chinese Militarist Zhang Zuolin》. 《Historical Journal of Film, Radio and Television》 15 (애빙던온템스: Routledge). 407–424쪽. doi:10.1080/01439689500260291.
- Walker, Michael (2017). 《The 1929 Sino-Soviet War》. Lawrence, Kansas: University Press of Kansas.
- Wang, Ke-wen (1998). 《Modern China: An Encyclopedia of History, Culture, and Nationalism》. Taylor & Francis. ISBN 978-0-419-22160-9.
- Wilbur, C. Martin (1983). 《The Nationalist Revolution in China, 1923-1928》. 뉴욕: Cambridge University Press.
- Worthing, Peter (2016). 《General He Yingqin: The Rise and Fall of Nationalist China》. Cambridge: Cambridge University Press. ISBN 9781107144637.
- Zaloga, Steven J. (2011). 《Armored Trains》. 옥스포드: Osprey Publishing.
- Zaloga, Steven J. (1988). 《The Renault FT Light Tank》. Vanguard 46. 런던: Osprey Publishing Ltd. ISBN 9780850458527.
- Zhang, Mingjin; Liu, Liqin (2007). 《158 Armies in the History of the Kuomintang》. 베이징: People's Liberation Army Press.

틀:국공 내전